# Soulavy Ottokár
Soulavy Ottokár (Brassó, 1862. január 29. – Budapest, 1915. december 13.) vasútmérnök, vasúti biztosítóberendezések fejlesztője, szakíró, az egykori Déli Vasút egyik főfelügyelője.

## Élete, munkássága
Soulavy Ottokár 1884-ben végzett mérnökként a brünni műszaki egyetemen, 1883–1885 között az egyetemen kultúrmérnöki szakán volt tanársegéd.
1885-ben a Déli Vasúttársasághoz szegődött, ahol a társaság érdekeltségébe tartozó Barcs–Pakráci helyiérdekű vasútvonal daruvári központjának vezetője lett.
1888-tól a vasúttársaság kanizsai, majd 1892-től a székesfehérvári, 1893-tól pedig a budapesti felügyelőségét irányította. 1898-ban a társaság műszaki szakértőjeként, 1904-től főfelügyelőjeként dolgozott.
A brünni egyetem 1903-ban avatta műszaki doktorrá a vasúti földművek csúszásának vizsgálatairól írt értekezése alapján.
1915-ben a Déli Vasút középponti felügyelőjévé és a vasúti pályaépítő és fenntartó osztály főnökhelyettesévé nevezték ki.
A vasúti minden területén tevékeny Soulavy a vasúti biztosítóberendezések fejlesztésével ért el komoly elismerést. A szabadalmazott szerkezeteit, berendezéseit sokfelé alkalmazták, szerte az Osztrák–Magyar Monarchia területén futó vasútvonalakon.

## Szakmai művei
- Csuszamlós talajon épített pálya javítása és vízmentesítése, Budapest, 1900.
- Önműködő villamos szerkezetű vasúti biztosító berendezések, Budapest, 1905.
- A vasúti biztosító berendezések, Budapest, 1909.